# カスパル・ネッチェル

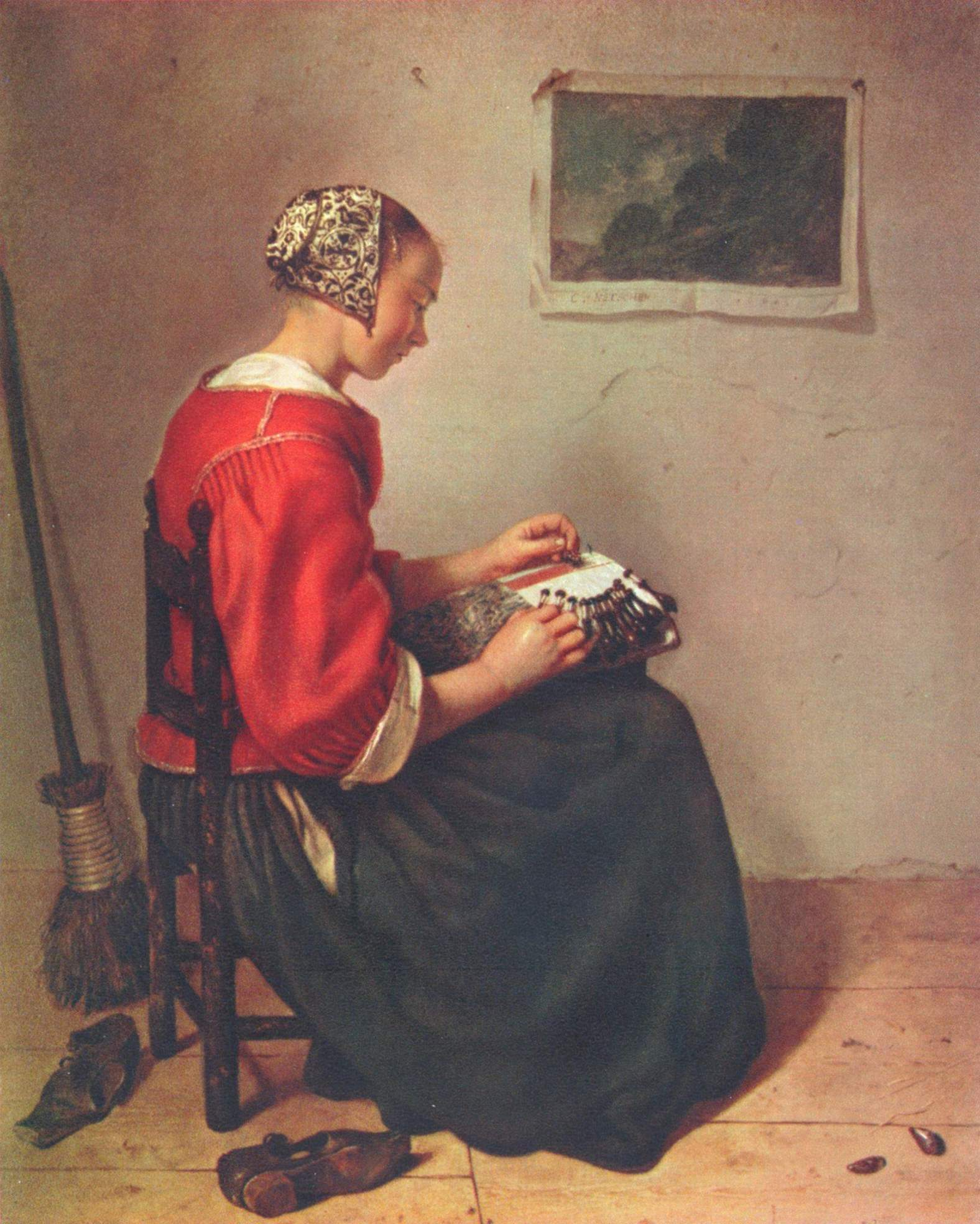
カスパル・ネッチェル画
『レースを編む女』(1662)
ウォレス・コレクション、ロンドン

カスパル・ネッチェル （Caspar Netscher, Gasparとの表記もある。1639年 - 1684年1月15日）は、オランダの画家。 

## 生涯
ネッチェルの幼年時代に関して、詳しいことは伝わっていない。17世紀にオランダ画家の伝記を書いたアルノルト・ホウブラーケンによれば、ネッチェルの父は彼が2歳の時に死に、彼の母親は内戦から逃れてアーネムへ息子とやってきたという。.彼がプラハ生まれであるという説は疑わしく、現在では彼がロッテルダムの画家の子であるとする説が有力である
 。アーネムで、彼はTullekensという名の医師の養子となった。最初、彼は後見人の職業を継ぐことと決められていたが、彼の絵画の非凡な才能が見抜かれ、地元の画家ヘンドリック・コステルの元で学んだ。1654年には、養い親Tullekensの紹介で、デーフェンター（現在のオーファーアイセル州の都市）にいる画家ヘラルト・テル・ボルフの門弟となった。彼はテル・ボルフの門弟の中で最も才能に恵まれており、おそらく師の助手を務める一方で、テル・ボルフの作品にモデルとしてたびたび登場している。
1658年、ネッチェルは修行のためにイタリアへ発った。しかし、彼はボルドーよりさらに南へ行かなかった。1659年秋、彼はマルグリット（オランダ語名マルハレタ）という地元の女性と結婚したのである。彼は絵を描くことで生計をたてるために骨を折って働いた。この当時に描かれた小さな私室用絵画は、今や非常に美しい仕上がりを理由に高値が付けられている。プロテスタントの告発を受けたことから1662年ハーグへ引っ越した後、彼は肖像画家に転向した。彼の芸術の一分野である肖像画がさらに成功した。彼は同業の画家、フランス・ファン・ミーリス、ヘラルト・ドウと知り合ったらしい。また、ハーグ出身の画家ピーテル・デ・ホーホとも交流があったとされる。1676年に生まれたホーホの娘マルハリタは、ネッチェルの妻の名前にちなんで名付けられ、洗礼にも立ち会っている。ネッチェルはオラニエ公からイングランド王となったウィリアム3世に援助され、彼の稼ぎは、音楽を描いた作品、保護された作品で、彼自身の嗜好を満たすことがすぐに可能になった。
ネッチェルの天才的な作品群は多くが展示されている。主題に選ばれているのは、テル・ボルフ作品をまねした、光沢のあるサテンのドレスを身につけた女性像である。彼女たちは繊細な下絵、輝かんばかりの正しい彩色、そして心地いい陰影の中に描かれている。しかししばしば作品の上品さは弱点に転じる。ネッチェルは1684年に早死にするまでに、名誉と富の両方を得た。彼の息子コンスタンティン（1668年-1722年）とテオドルス（1661年-1732年）は父親の画風を継いだ画家となったが、価値は劣る。

## ギャラリー

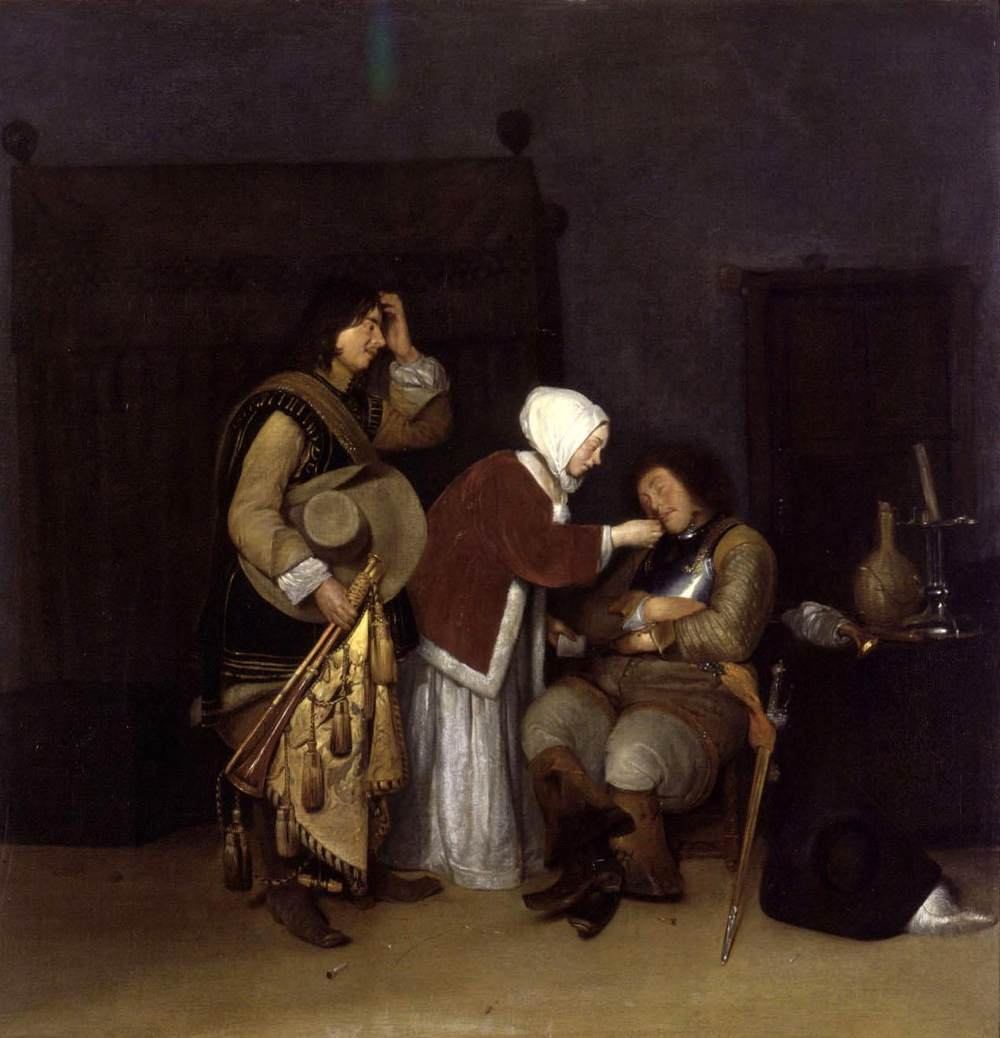
『眠る兵士』(1660年頃)　個人蔵
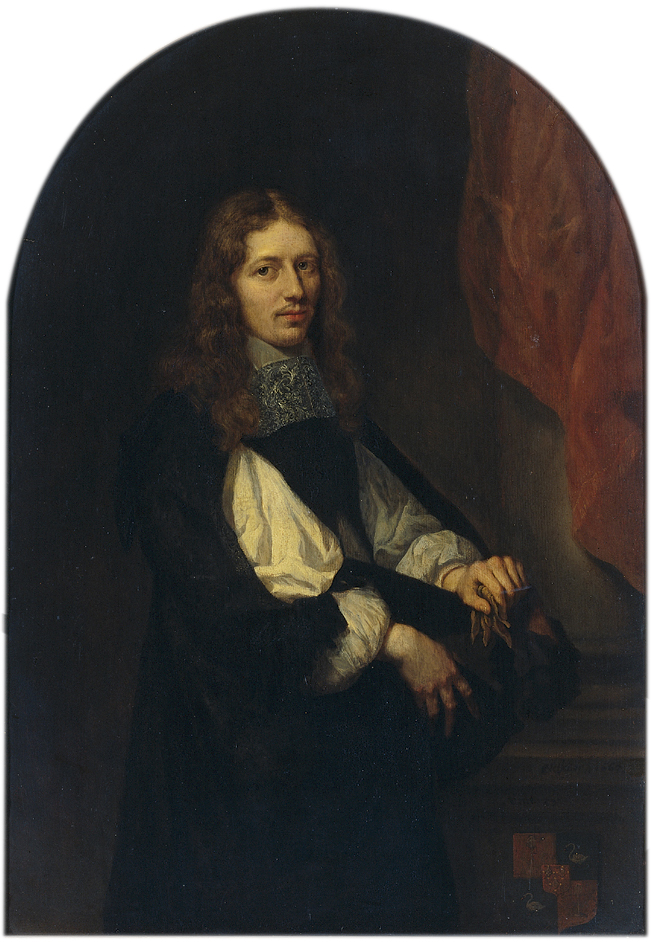
『ピーテル・デ・グラーフ』(1663年) アムステルダム国立美術館
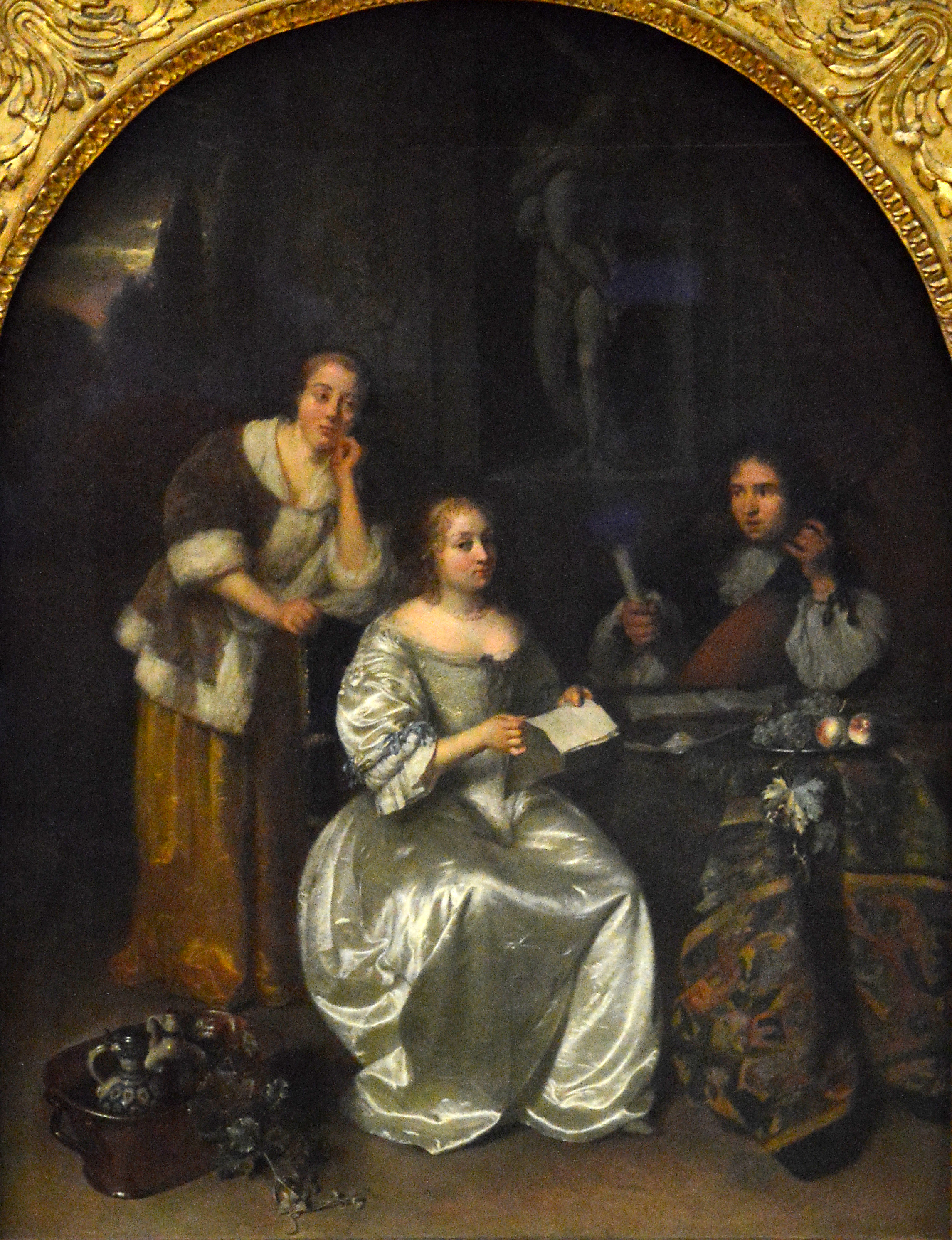
『デュエットをする歌い手とテオルボ奏者』(1664年) ルーヴル美術館
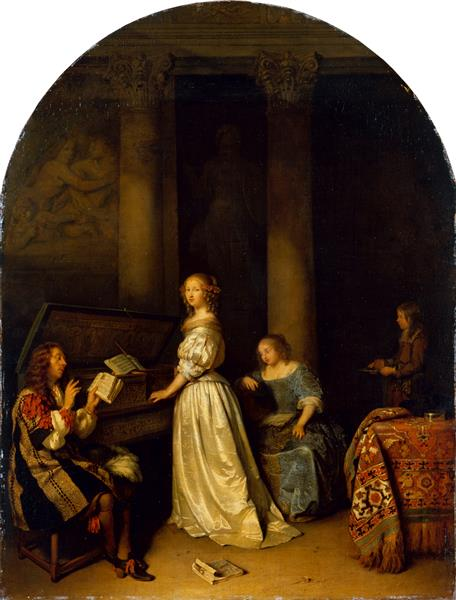
『演奏するカップル』 (1666年) アルテ・マイスター絵画館
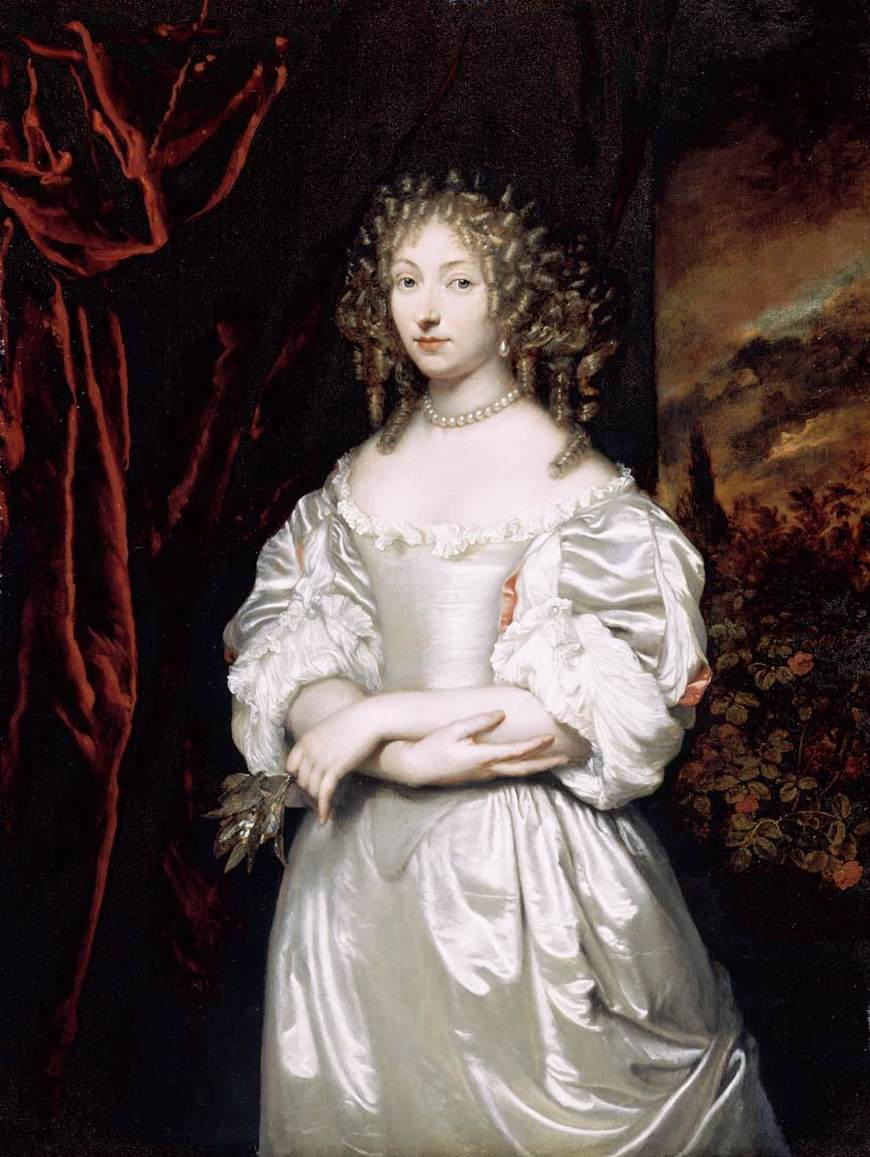
『スザンナ・フイエンス像』(1667年-1669年頃) 個人蔵
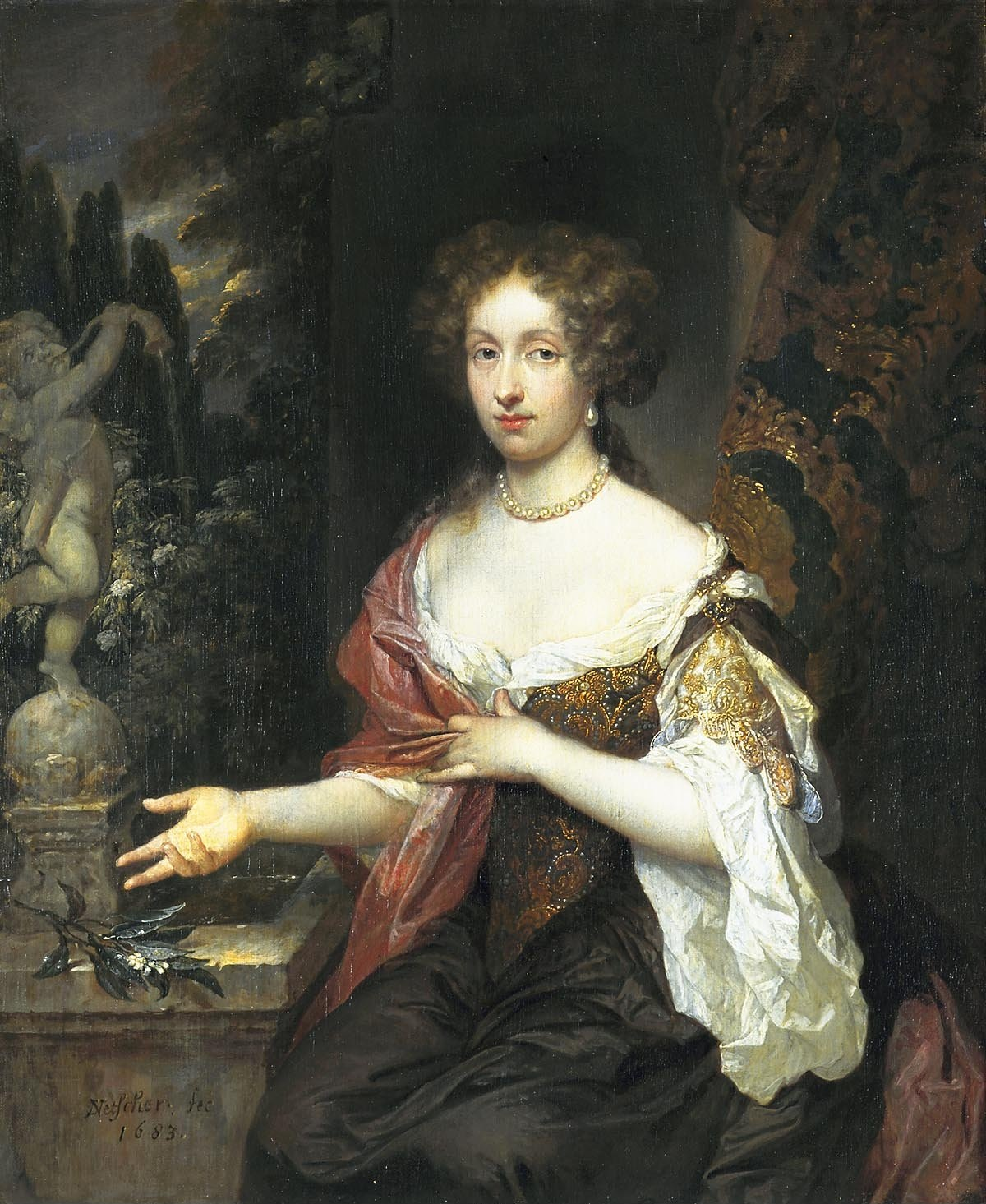
『マリア・ティマーズ』(1683)マウリッツハイス美術館

## 参照
- この記事にはアメリカ合衆国内で著作権が消滅した次の百科事典本文を含む: Chisholm, Hugh, ed. (1911). “Netscher, Gaspar”. Encyclopædia Britannica (英語). Vol. 19 (11th ed.). Cambridge University Press. p. 421.